# Kingsley Baird

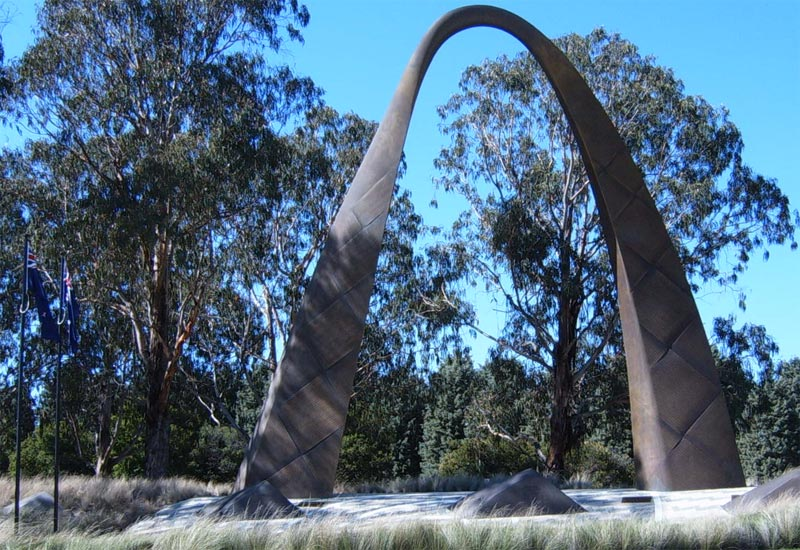
Memorial de Australia y Nueva Zelanda en Canberra

Kingsley Baird es un escultor y diseñador residente en Wellington, Nueva Zelanda. Sus obras más destacadas son la Tumba del Soldado Desconocido en el Memorial Nacional de Guerra de Nueva Zelanda y Te Korowai Rangimarie  - Capa de la Paz- en el Parque de la Paz de Nagasaki.
Su trabajo - desarrollado sobre todo en el campo de la escultura - hace referencia principalmente a temas de la memoria y el recuerdo, la pérdida y la reconciliación, y la identidad cultural. Ha realizado obras de intervención en el paisaje y proyectos de diseño urbano, instalaciones de arte, vídeo arte y pintura, así como proyectos comunitarios. Entre los encargos que ha ejecutado se encuentra el Memorial de Australia y Nueva Zelanda en Canberra, y la escultura Kereru en la localidad de Tawa.
Baird tiene un máster en Bellas Artes por la Universidad de RMIT en  Melbourne, y un Diploma en Artes por la Universidad Victoria de Wellington. En la actualidad compagina la práctica artística y de diseño con la docencia como profesor asociado en la Escuela de Artes Creativas en la Universidad Massey  de Wellington.